# 解夏節

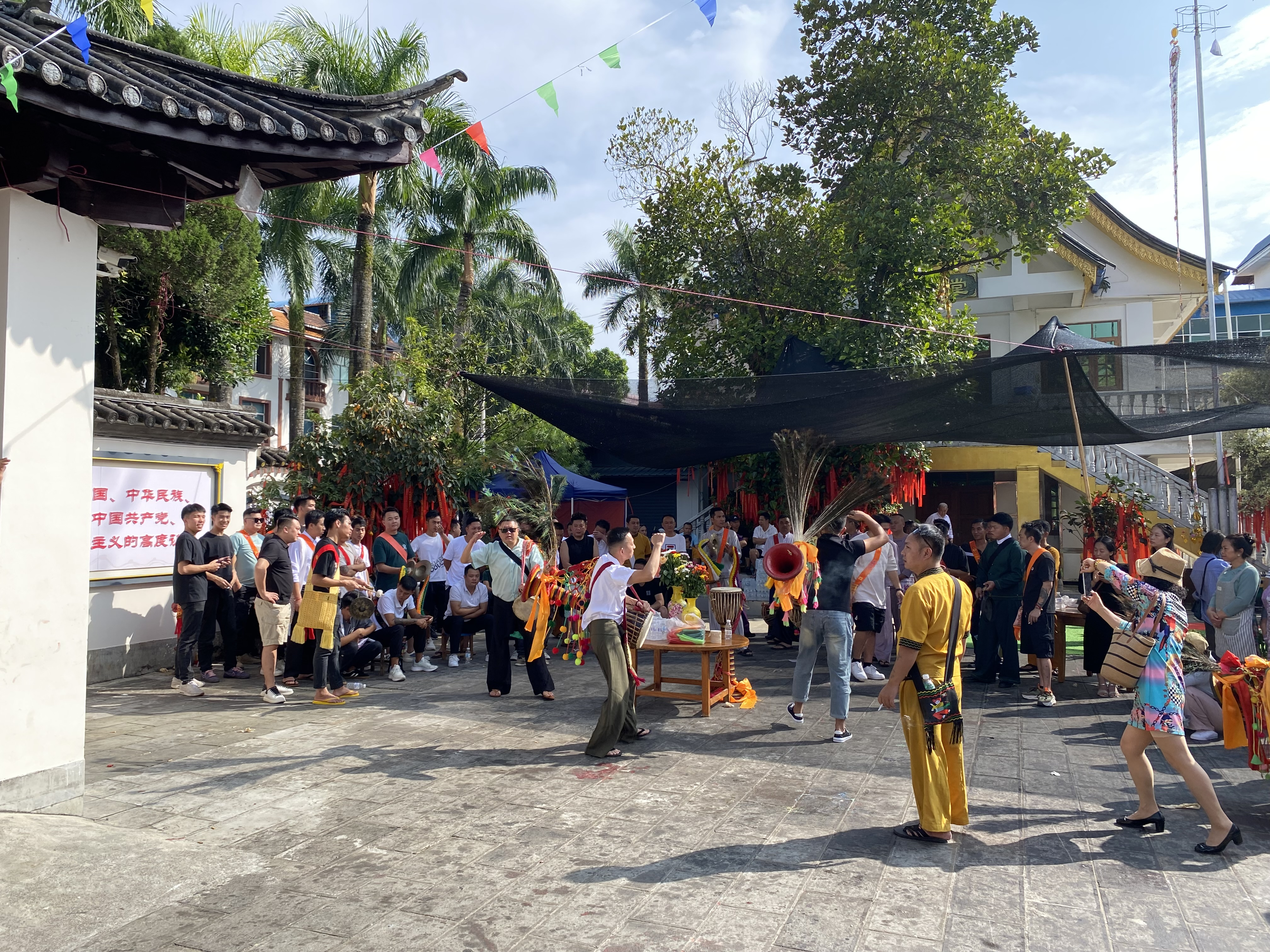
芒市菩提寺的开门节庆祝活动

解夏節是泰國上座部佛教的重要傳統節日，中国傣族称开门节、出洼节，节日名称字面意思是解除结夏安居，這天在泰国和老挝除了是上座部佛教僧侶所進行的守夏節的最後一天，亦是上座部佛教僧侶的自恣日。